# 细吻状蛤
细吻状蛤（学名：Nuculana scalata），是弯锦蛤目弯锦蛤科弯锦蛤属的一种。主要分布于中国大陆、台湾，常栖息在水深96米。